# Grand-Place
La Grand-Place en francès, o neerlandès Grote Markt és la plaça major de Brussel·les. Mundialment coneguda per a la seva riquesa ornamental, està envoltada per les cases gremials, l'Ajuntament i la Casa del Rei (en francès Maison du Roi, en neerlandèsBroodhuis). La plaça és la destinació turística més important i fita més memorable a Brussel·les i ha estat inscrita el 1998 en la llista del patrimoni de la Humanitat de la UNESCO.
Lloc històric, ha vist com s'hi desenvolupaven nombrosos esdeveniments feliços o tràgics. El 1523, els primers màrtirs protestants, Henri Voes i Jean Van Eschen, hi van ser cremats per la Inquisició. El 1568 els comtes d'Egmont i d'Horne hi foren decapitats després d'un judici sumari del Tribunal dels Túmults, un tribunal d'excepció instaurat pel Duc d'Alba, per perseguir els oponents al règim espanyol i assegurar els interessos del rei Felip II.
L'agost de 1695 la majoria de les cases, moltes de les quals encara construïdes de fusta, són destruïdes en el moment del bombardeig de la ciutat per les tropes franceses manades pel mariscal de Villeroy. Només la façana i la torre de l'Ajuntament, que servia de blanc als artillers, i alguns murs de pedra van sobreviure a les bales de canó incendiàries. Les cases que envoltaven la plaça van ser reconstruïdes de pedra per les diferents corporacions. Entre aquestes, la casa del gremi dels cervesers que avui alberga el Museu dels Cervesers. Hi són freqüents els esdeveniments festius o culturals, destaca el que es fa cada dos anys a mitjan agost amb la instal·lació al centre de la Grand-Place d'una immensa catifa de flors (25 x 75 m) barreja de més de 500.000 plantes .L'estiu de 1992 s'hi va celebrar l'Aplec internacional de la sardana i mostra de grups folklòrics.

## La casa de la vila
La Casa de la Vila fou construït entre 1402 i 1455. És l'únic testimoni arquitectural del lloc a l'edat mitjana. L'arquitecte original n'és probablement Jacob Van Thienen. L'ala dreta, de la qual el jove Charles el Temerari posa la primera pedra l'any 1444, és l'obra de Guillem (Willem) de Voghel. La volta d'estil gòtic de 96 metres feta per l'arquitecte Jan Van Ruysbroeck. Al seu cim es troba una estàtua de Sant Miquel, el patró de Brussel·les, enterrant el dimoni.
Cal remarcar l'asimetria de l'Ajuntament (vegeu foto a la dreta). La volta no es troba pas exactament al mig de l'edifici i la part de l'esquerra i la de la dreta no són pas verdaderament idèntiques (encara que ho semblen a la primera vista). Una vella llegenda coneguda diu que els brussel·lesos volen que l'arquitecte que ha concebut l'edifici se suïcidi tirant-se del seu cim després d'adonar-se d'aquest « error » arquitectònic.De fet les dues parts no han pas estat construïdes juntes. Segons Paul de Sant Hilaire, aquesta asimetria és per connectar a l'omnipresent simbolisme alquímic de la Grand-Place. La part esquerra de l'Ajuntament compta dotze arcs -campanar inclòs- representant l'alquímia humida en dotze etapes, mentre que la part dreta compta set arcs -campanar inclòs- celebrant la 'nova' alquímia seca, en set etapes. La xifra set és àmpliament representada en l'arquitectura de la Grand-Place.

## Broodhuis, casa del pà o casa del rei

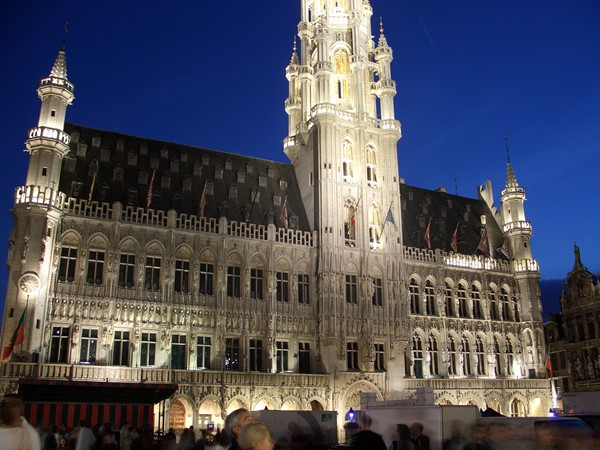
Ajuntament

La casa del Rei, és des del segle xii, un edifici de fusta on es venia el pa, d'on ve el seu nom original en neerlandès, broodhuis (casa del pa). Ha estat reemplaçat al segle xv per un edifici de pedra que protegia els serveis administratius del duc de Brabant, és a dir, el despatx del Recepció general del Ducat de Brabant, raó per la qual fou anomenada La Casa del Duc, i quan aquest mateix duc esdevingué rei d'Espanya, Casa del Rei. Carles V la va fer reconstruir en estil gòtic tardà, força semblant al que es pot veure actualment, encara que sense voltes ni galeries. Per raó dels danys sorgits amb el transcurs del temps, sobretot en el moment del bombardeig de 1695, la ciutat la va fer reconstruir l'any 1873 en estil neogòtic. L'edifici, restaurat l'any 1985, hostatja avui el museu de la ciutat des de 1887.